# Mike Dennis
Walter Michael Dennis (Philadelphia, 22 luglio 1944) è un ex giocatore di football americano statunitense che ha militato nel ruolo di running back nella National Football League (NFL).

## Carriera
Al college Dennis giocò a football per gli Ole Miss Rebels. Fu scelto nel corso del primo giro (8º assoluto) del Draft AFL 1966 dai Buffalo Bills e nel corso del terzo giro (33º assoluto) del Draft NFL 1966 dagli Atlanta Falcons. Finì per non firmare per alcuna delle due squadre ma debuttò come professionista nel 1968 con i Los Angeles Rams con cui disputò 15 presenze in due stagioni, prima di ritirarsi.